# Шахаруддін Абдулла
Шахаруддін Абдулла (малай. Shaharuddin Abdullah; 28 серпня 1948, Пінанг — 28 грудня 2023) — малайзійський футболіст, що грав на позиції нападника та півзахисника. Відомий за виступами в малайзійському клубі «Пінанг» та збірної Малайзії, у складі якої він брав участь в Олімпійських іграх 1972 року та Азійських іграх 1974 року, на яких збірна Малайзії отримала бронзові нагороди.

## Клубна кар'єра
Шахаруддін Абдулла дебютував у професійному футболі в 1967 році в складі команди «Пінанг», у якій він провів всю свою кар'єру гравця. У складі команди він ставав переможцем першості країни та володарем кубка країни, був одним із найрезультативніших форвардів у історії малайзійського футболу. У складі збірної Шахаруддін Абдуллах був неодноразовим переможцем Кубка Мердека, брав участь у складі збірної в турнірі Олімпійських ігрор 1972 року, на якому, щоправда, малайзійська збірна завершила виступ на стадій групового турніру. У 1974 році на футбольному турнірі Азійських ігор Шахаруддін Абдулла у складі збірної Малайзії став бронзовим призером ігор. Завершив кар'єру футболіста Шахаруддін Абдулла у 1982 році. Помер 28 грудня 2023 року.

## Титули і досягнення
- Бронзовий призер Азійських ігор: 1974